# Dick Idman
Dick Tore Staffan Idman, född 25 april 1950 i Helsingfors i Finland, är en finlandssvensk skådespelare, regissör, professor, teaterchef med mera.

## Biografi
1995–2001 och 2011–2016 var Idman professor för Svenska utbildningsprogrammet i skådespelarkonst vid Teaterhögskolan/Konstuniversitetet i Helsingfors. Idman har varit teaterchef vid Wasa Teater, Åbo Svenska Teater och Teater Viirus. Han har medverkat i flera filmer såväl i sitt hemland som utomlands.

## Filmografi (urval)
| År      | Produktion                        | Roll                                     |
| ------- | --------------------------------- | ---------------------------------------- |
| 1990–91 | I Mumindalen TV-serie             | Svensk röst till Snorken                 |
| 1992    | Kometen kommer Hiroshi Saitô      | Svensk röst till Snorken och Bisamråttan |
| 1992    | En sparv i tranedans Claes Olsson | Eriks far                                |
| 1992    | Krigarens hjärta Leidulv Risan    |                                          |
| 2003    | Kuumia aaltoja TV-serie           | Marcus Nevaheimo                         |
| 2004    | Hela vägen Aleksi Salmenperä      | Claes                                    |
| 2005    | Onnen varjot Claes Olsson         | Jarkkos far                              |
| 2007    | Sumu Jesse Jokela                 | Varma                                    |
| 2008    | Sauna                             |                                          |
| 2009    | Äppeltjuvarna TV-serie            |                                          |
| 2012    | Isdraken Martin Högdahl           | Bengt                                    |
| 2015    | Cirkeln                           | Taisto Nieminen                          |
| 2016    | Sjätte gången                     | Ulf Sjostakovitch                        |

## Teater

### Roller (ej komplett)
| År   | Roll | Produktion                                                             | Regi           | Teater                     |
| ---- | ---- | ---------------------------------------------------------------------- | -------------- | -------------------------- |
| 1978 |      | Vi betalar inte! Vi betalar inte! (Non si paga! Non si paga!) Dario Fo | Christian Lund | Lilla Teatern, Helsingfors |

### Regi (ej komplett)
| År   | Produktion                      | Upphovsmän | Teater             |
| ---- | ------------------------------- | ---------- | ------------------ |
| 1989 | Kom igen, Charlie The Foreigner | Larry Shue | Åbo Svenska Teater |

## Priser och utmärkelser
- Finländska Statspriset för scenkonst 2005[4]
- Svenska folkskolans vänners kulturpris på 15000 euro år 2010[5]
- Pro Finlandia 2016[6]